# Haykasar
Haykasar (in armeno Հայկասար?) è un comune di 249 abitanti (2001) della provincia di Shirak in Armenia.